# Where Do You Go To (My Lovely)?
Where Do You Go To (My Lovely)? (qui signifie en français : « Où vas-tu ma belle ? ») est une chanson de 1969, composée par Peter Sarstedt. Elle fut numéro un au UK Singles Chart en 1969, pendant six semaines et reçut le Ivor Novello Award, cette même année, avec le Space Oddity de David Bowie.
La chanson parle d'une fille prénommée Marie-Claire qui vient des basses rues de Naples. Elle grandit, devient un membre de la jet set et vit à Paris. Les paroles la décrivent du point de vue d'un ami d'enfance ; on ne sait s'ils sont ou non restés proches. La question rhétorique du titre suggère que son style de vie glamour pourrait ne pas avoir fait le bonheur de Marie-Claire.
En 2007, la chanson est le thème musical principal du court métrage de Wes Anderson, Hotel Chevalier, qui est le prologue de son film À bord du Darjeeling Limited, dans lequel on entend également la chanson.